# Новоржевская волость (Псковская губерния)
Новоржевская волость — административно-территориальная единица в составе Новоржевского уезда Псковской губернии РСФСР в 1924—1927 годах. Центром был город Новоржев.
В рамках укрупнения дореволюционных волостей губернии, новая Новоржевская волость была образована в соответствии с декретом ВЦИК от 10 апреля 1924 года из упразднённых Барановской (без дд. Поратино, Турово), части Гривинской (дд. Зенцово, Мирослав, Песчанка, Юшково), Жадрицкой, Оршанской, Посадниковской волостей и разделена на сельсоветы: Алтунский, Дубровский, Крутцовский, Ладинский, Макаровский, Машатинский, Оршанский. В июне 1925 года были образованы Жадрицкий и Посадниковский сельсоветы, в начале 1927 года — Слободский, Сторожинский, Чернояровский, в мае 1927 года был упразднен Сторожинский сельсовет и образованы Васьково-Иглинский и Лвховский сельсоветы.
В рамках ликвидации прежней системы административно-территориального деления РСФСР (волостей, уездов и губерний), Новоржевская волость была упразднена в соответствии с Постановлением Президиума ВЦИК от 1 августа 1927 года, а её территория включена в состав Новоржевского района Псковского округа Ленинградской области.